# Collada de Fàtiques
La Collada de Fàtiques, o d'Ancs, és un coll a 1.521,3 m. alt. situat en la carena que separa els termes de la Torre de Cabdella), en el seu terme primigeni, i de Baix Pallars (antic terme de Montcortès de Pallars. Separa, per tant, les comarques del Pallars Jussà i del Pallars Sobirà.
És al costat sud del Bony d'Altars i al nord de lo Tossal. La collada separa la Serra d'Altars, al nord, de la Serra del Rei, al sud. És a llevant i damunt del poble d'Aiguabella, i a l'est-sud-est del d'Espui.